# Semi Song
Semi Song ist ein Jazzalbum von Jürgen Friedrich Large Ensemble. Die am 14. und 16. Mai 2021 im Kölner Loft entstandenen Aufnahmen erschienen im Mai 2022 auf nWog Records.

## Hintergrund
Semi Song ist Friedrichs erstes Big-Band-Projekt unter eigenem Namen. Dabei umfasst sein Large Ensemble 16 Personen; es ist mit fünf Holzbläsern, vier Trompetern, vier Posaunen und dreiköpfiger Rhythmusgruppe bestückt (wobei als Dritt- oder Viertinstrument einiger Mitglieder auch noch Electronik, Flöten und Tuba sowie Steffen Schorns Equipment mit mehreren Saxophonen sowie Kontraaltklarinette und Tubax hinzukommen). Friedrich hat sich ganz auf das Komponieren beschränkt und den Klavierpart mit Pablo Held besetzt.

## Titelliste
- Jürgen Friedrich: Semi Song (nWog Records/Edel 1050714NWO)

1. Infrablue 10:34
2. Morpheus 10:30
3. Armageddon 07:28
4. Blauen 08:21
5. Unleash 13:10
6. Weave 07:26
7. Ritus 12:54
8. Loop 02:24

Die Kompositionen stammen von Jürgen Friedrich.

## Rezeption

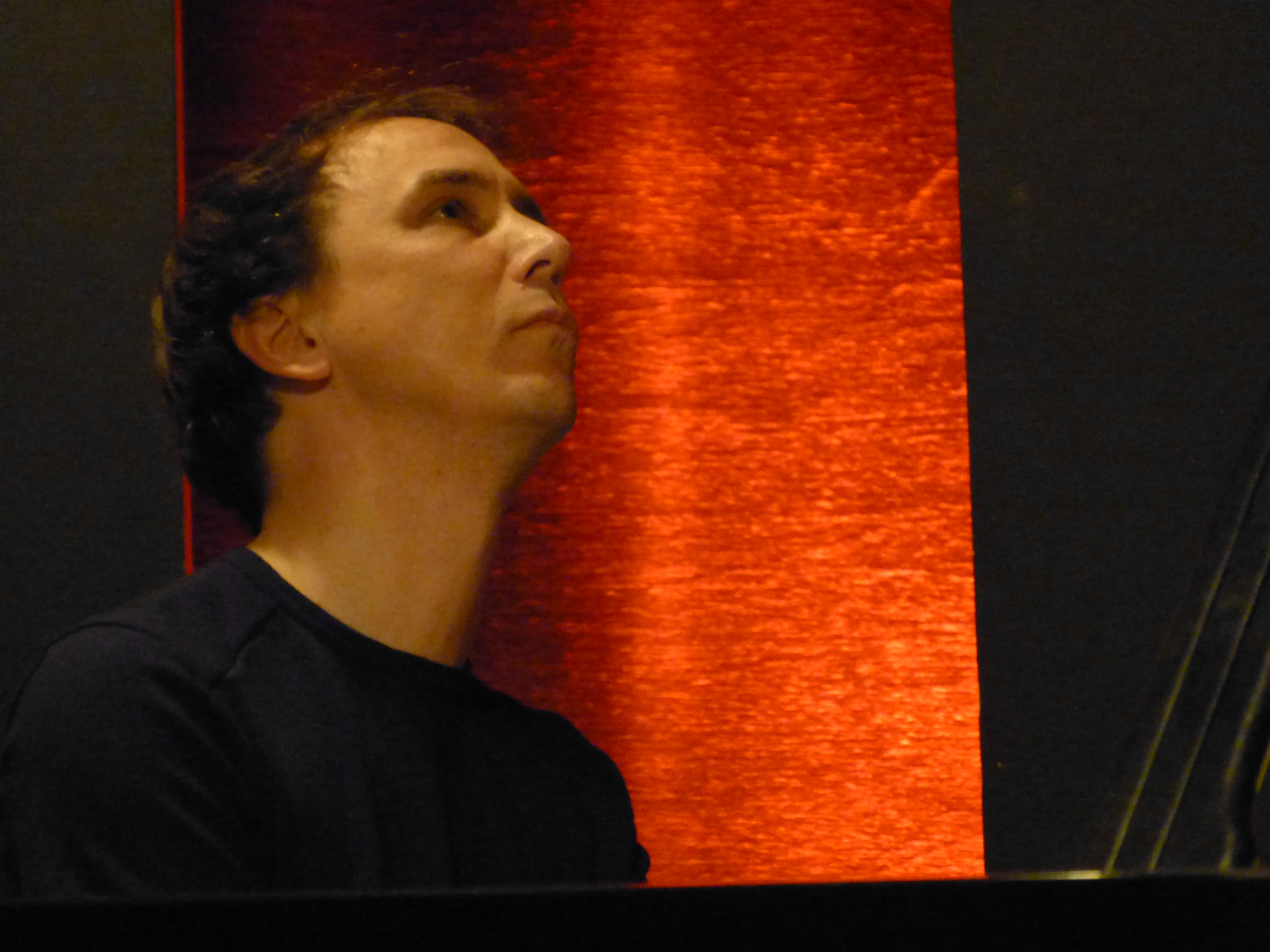
Jürgen Friedrich bei Michael Rüsenbergs jazzcity.de-Fest am 17. Januar 2014 im Loft (Köln)

Werner Stiefele stellte in Rondo die hypothetische Frage, was „Semi Song“ sei: „Ein halber Song? Oder so etwas wie ein Song und doch keiner?“ Songs würden sich üblicherweise an Strophen orientieren, einer mehr oder weniger festen Liedform folgen – und das täten die „Semi Songs“ von Jürgen Friedrich nur manchmal. Eher würden sie an sein Faible für Melodien anknüpfen, die er in eine facettenreiche Umgebung bettet und diese – ähnlich wie Sinfoniker und Kammermusiker in der sogenannten E-Musik – auf eine längere Entwicklungsreise schickt. Die führen nicht nur in Wohlklang, sondern auch – unter anderem in „Morpheus“ – in vorbereitete Bereiche, in denen Erinnerungen an die Zeiten des Free Jazz wach werden. Jedes der acht Stücke vereine mehrere Ebenen in sich, wobei Friedrich einerseits vielschichtige Tutti schreibt und andererseits Strukturen für sehr freie, jedoch keinesfalls beliebige Improvisationen anbiete, die zudem in andere Richtungen führen, als man sie im Üblichen erwarten würde.
Das Album gehöre in eine Reihe sehr praktikabler und gut dokumentierter (und darum lernbarer) Kompositionsstrategien und Notationsweisen herausgebildet haben, die das Geplante und das Spontane in eine sinnreiche Beziehung zueinander setzen, schrieb Hans-Jürgen Linke in der Frankfurter Rundschau. Der Jazz auf diesem Album klinge komponiert und orchestral, jedoch nicht im geringsten nach Bigband und homogener Satzarbeit, sondern polyphon, klanglich enorm beweglich und intensiv. Das hat nichts mit einem Kompromiss zwischen Planung und Spontaneität zu tun, es handelt sich stattdessen um die planvolle Integration und Verzahnung beider Momente.
Als Komponist vertraut Friedrich auf die Intuition seiner Spieler, meinte Odilo Clausnitzer im Deutschlandfunk. Bei „Semisong“ würde er seinem illustren Large Ensemble großen persönlichen Gestaltungsraum lassen. Das Ergebnis sei stimmige, atemberaubend vielfarbige Musik. Dafür hätte Friedrich eine Traumbesetzung brillanter Solisten der deutschen Szene versammelt. Sie würden der Musik in ausgedehnten Passagen ihre persönlichen Stempel aufdrücken.